# Epping Forest

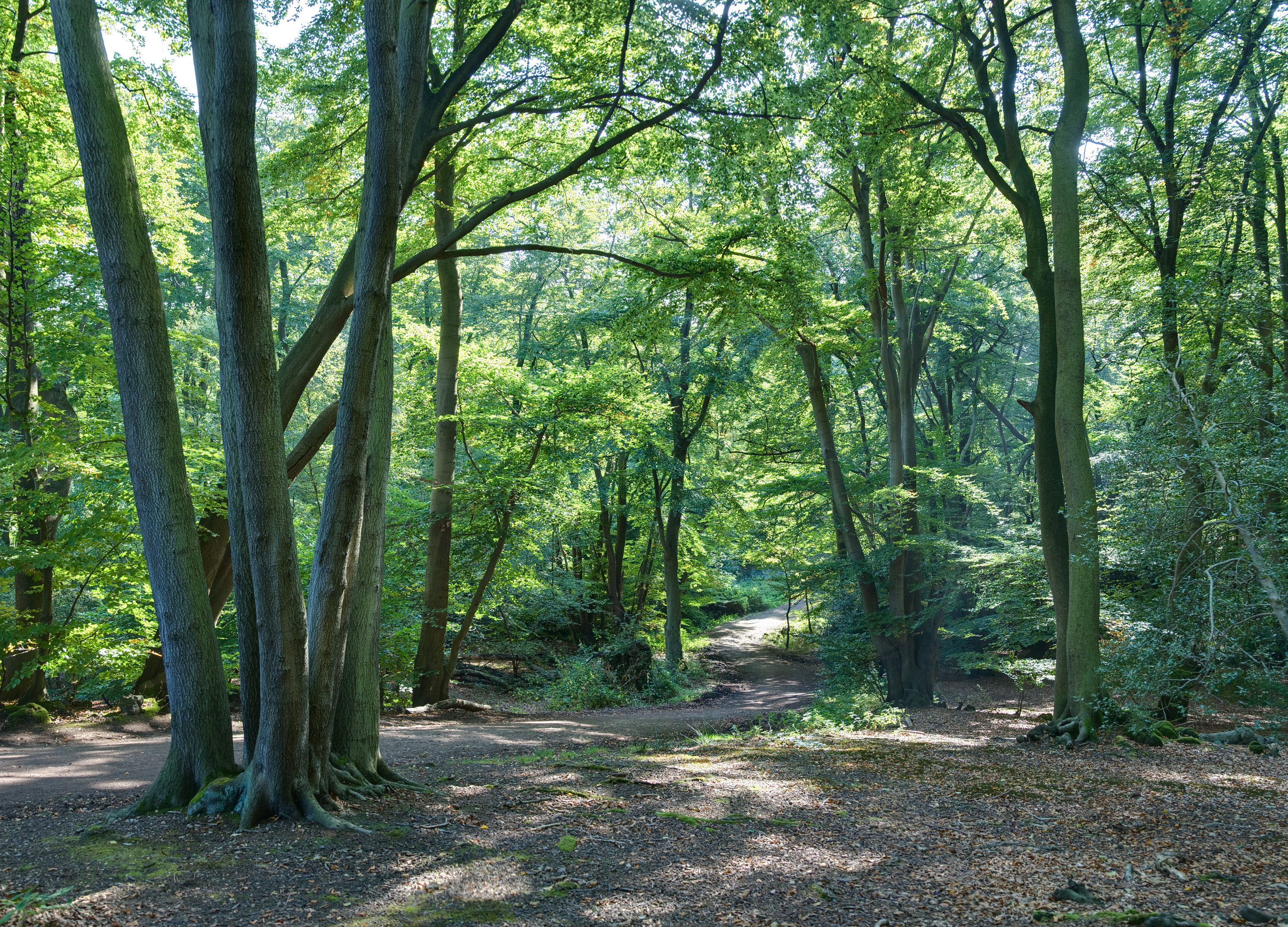
Il Sentiero del Centenario (Centenary Walk) nella Epping Forest

Epping Forest è un'area boschiva protetta di circa 2500 ettari che si estende per quasi 20 chilometri dal Manor Park, nella parte orientale di Londra, alla cittadina di Epping, nell'Essex.
È lo spazio pubblico più grande di Londra, ed è gestito dalla Corporazione della Città di Londra.
In passato fu riserva reale di caccia. Nei pressi di Chingford esiste tuttora un capanno di caccia in legno a tre piani del XVI secolo costruito per Enrico VIII d'Inghilterra.
Nel XIX secolo ci furono battaglie legali contro la privatizzazione dell'area, che si risolsero nel 1878 quando il Parlamento del Regno Unito ne assegnò la proprietà e la conservazione alla Città di Londra.
Al suo interno si trova Gilwell Park, uno dei luoghi più importanti dello scautismo. Nato nel 1919 come centro di formazione capi, può ospitare fino a 10.000 persone.